# Ніверол монгольський
Ніверол монгольський (Pyrgilauda davidiana) — вид горобцеподібних птахів родини горобцевих (Passeridae).

## Назва
Вид названо на честь французьного місіонера і натураліста Армана Давида (1826—1900).

## Поширення
Вид поширений на півночі Китаю, в Монголії та суміжних регіонах Росії. Мешкає у степах і луках.

## Спосіб життя
Населяє передгір'я і гірські долини, високо в гори не піднімається. Живиться насінням. Годується на землі. До гніздування приступає в другій декаді травня. Самиці будують гнізда з сухих стебел трав в норах гризунів. Вони кулясті з бічним входом, типовою для горобців форми; розташовуються на відстані 40-140 см від входу в нору на глибині 15-40 см. У кладці 5-6 білих яєць. Насиджують обоє батьків, впродовж 12-14 днів. У липні з'являються другі виводки. Після гніздування монгольські нівероли збираються у великі зграї (іноді до 1000 птахів) і роблять невеликі кочівлі.